# Krasnyj (rejon aksajski)
Krasnyj (ros. Красный) – osiedle w Rosji, w obwodzie rostowskim, w rejonie aksajskim. W 2021 liczyło 787 mieszkańców.